# Reial Acadèmia de Ciències Morals i Polítiques

Escut de la Reial Acadèmia de Ciències Morals i Polítiques

La Reial Acadèmia de Ciències Morals i Polítiques (en castellà, Real Academia de Ciencias Morales y Políticas) va ser creada als vint dies d'haver-se aprovat la Llei d'instrucció pública per mitjà del reial decret del 30 de setembre de 1857 durant el regnat d'Isabel II d'Espanya. La finalitat d'aquesta institució és la de "cultivar les ciències morals i polítiques". L'objectiu perseguit va ser reunir entorn d'un model similar a l'inspirat per la Reial Acadèmia de la Història el moviment polític i social de l'època. Així es van incorporar membres destacats de l'època isabelina com el progressista Salustiano de Olózaga Almandoz o els més moderats Juan Bravo Murillo i Modesto Lafuente y Zamalloa, al costat d'investigadors de les ciències socials.
La Directiva de l'Acadèmia està composta per un President i cinc membres més que exerceixen les funcions executives i vetllen pel compliment dels Estatuts i el Reglament. La Junta la componen els acadèmics i les seves funcions són l'elecció de la Directiva i del President per un període de tres anys i distribuir els acadèmics en les comissions i seccions, que en 2006 eren les de Ciències Filosòfiques, Ciències Polítiques i Jurídiques, Ciències Socials i Ciències Econòmiques. A més de les permanents, l'Acadèmia pot crear comissions provisionals per a assumptes específics i posseeix una biblioteca amb més de cent mil volums. Es troba a Madrid, a la Casa y Torre de los Lujanes.
Al llarg de la seva història han estat membres de l'Acadèmia polítics i juristes com Francisco Martínez de la Rosa, Antonio Alcalá Galiano, Antonio Cánovas del Castillo, el Comte de Toreno, Julián Besteiro, Faustino Rodríguez-San Pedro, Manuel Fraga Iribarne, Manuel Jiménez de Parga, Gregorio Peces-Barba, i altres personalitats de distintes especialitats de les Ciències Socials com Antonio Cavanilles y Centi, Marcelino Menéndez y Pelayo, José Ortega y Gasset, Joaquín Ruiz-Giménez Cortés, Salvador de Madariaga o Enrique Fuentes Quintana.
Des de gener del 2015 està presidida per Juan Velarde Fuertes.

## Acadèmics numeraris
(Dades d'agost 2015)
| Nom                                            | Medalla no. | Acadèmic des de | Precedit per                               |
| ---------------------------------------------- | ----------- | --------------- | ------------------------------------------ |
| Mariano Álvarez Gómez                          | 18          | 2007            | Marcelo González Martín                    |
| Pablo Lucas Murillo de la Cueva                | 43          | 2017            | Óscar Alzaga Villaamil                     |
| Salustiano del Campo Urbano                    | 24          | 1980            | Luis Olariaga Pujana                       |
| Heliodoro Carpintero Capell                    | 6           | 2000            | Víctor García Hoz                          |
| Pedro Cerezo Galán                             | 15          | 1997            | Mariano Yela Granizo                       |
| Adela Cortina Orts                             | 34          | 2008            | Antonio Millán Puelles                     |
| José Luis García Delgado                       | 40          | 2002            | ---                                        |
| Olegario González de Cardedal                  | 17          | 1986            | José Ignacio de Alcorta y Echevarría       |
| Jesús González Pérez                           | 19          | 1983            | José Antonio García-Trevijano Fos          |
| Juan Díez Nicolás                              | 26          | 2018            | Luis González Seara                        |
| Diego Gracia Guillén                           | 30          | 2011            | Ángel González Álvarez                     |
| Miguel Herrero y Rodríguez de Miñón            | 4           | 1991            | Manuel García-Pelayo                       |
| Julio Iglesias de Ussel                        | 16          | 2006            | Sebastián Martín-Retortillo Baquer         |
| Emilio Lamo de Espinosa Michels de Champourcin | 44          | 2010            | ---                                        |
| Landelino Lavilla Alsina                       | 25          | 2006            | Íñigo Cavero Lataillade                    |
| Carmelo Lisón Tolosana                         | 2           | 1992            | Carmelo Viñas y Mey                        |
| Alfonso López Quintás                          | 31          | 1986            | Carlos Ruiz del Castillo y Catalán de Ocón |
| Araceli Mangas Martín                          | 9           | 2014            | Juan Antonio Carrillo Salcedo              |
| Raúl Morodo Leoncio                            | 3           | 2013            | Pablo Lucas Verdú                          |
| Santiago Muñoz Machado                         | 14          | 2012            | Juan Berchmans Vallet de Goytisolo         |
| Agustín Muñoz-Grandes Galilea                  | 13          | 2010            | Sabino Fernández Campo                     |
| Dalmacio Negro Pavón                           | 38          | 1995            | ---                                        |
| Alejandro Nieto García                         | 7           | 2007            | Fernando Garrido Falla                     |
| Alfonso Novales Cinca                          | 11          | 2009            | Enrique Fuentes Quintana                   |
| Andrés Ollero Tassara                          | 35          | 2008            | Gonzalo Fernández de la Mora y Mon         |
| Marcelino Oreja Aguirre                        | 32          | 2001            | José María de Areilza i Martínez de Rodas  |
| Benigno Pendás García                          | 10          | 2014            | Luis Ángel Rojo Duque                      |
| Gregorio Robles Morchón                        | 42          | 2009            | ---                                        |
| Antonio María Rouco Varela                     | 33          | 2001            | Rodrigo Fernández-Carvajal González        |
| José Ángel Sánchez Asiaín                      | 1           | 1987            | José María de Oriol y Urquijo              |
| Ricardo Sanmartín Arce                         | 36          | 2010            | Leopoldo Calvo-Sotelo Bustelo              |
| Pedro Schwartz Girón                           | 29          | 2005            | Mariano Navarro Rubio                      |
| José María Segovia de Arana                    | 12          | 1998            | Primitivo de la Quintana López             |
| Julio Segura Sánchez                           | 5           | 1992            | Gonzalo Arnáiz Vellando                    |
| José María Serrano Sanz                        | 23          | 2004            | José Castañeda Chornet                     |
| Fernando Suárez González                       | 21          | 2007            | Manuel Alonso Olea                         |
| Ramón Tamames Gómez                            | 41          | 2013            | Fabià Estapé Rodríguez                     |
| Jaime Terceiro Lomba                           | 39          | 1996            | ---                                        |
| Juan Velarde Fuertes                           | 20          | 1978            | Fernando María Castiella y Maíz            |
| Juan Miguel Villar Mir                         | 37          | 2013            | Andreu Mas-Colell                          |
| Juan Arana Cañedo-Argüelles                    | 8           | 2015            | José Luis Pinillos Díaz                    |
| José Manuel González-Páramo                    | 22          | 2015            | José Barea Tejeiro                         |
| Francesc de Carreras i Serra                   | 27          | 2015            | Manuel Jiménez de Parga y Cabrera          |
| Rodolfo Martín Villa                           | 28          | 2013            | Manuel Fraga Iribarne                      |